# Otto Meyer
Otto Henrik Meyer (12. maj 1864 i København - 20. februar 1927 i Tårbæk) var en dansk snedkermester og møbelfabrikant.
Meyer var søn af grosserer Meyer Jacob Meyer og Augusta f. Kaikar. Han voksede op i en velhavende, jødisk familie i København. Hans far havde grundlagt et stort grossererfirma, som hans bror siden overtog, mens Meyer valgte at indtræde i snedkerfaget.
Meyer grundlagde i 1889 sin snedkervirksomhed og blev hurtigt en forgangsmand inden for sit fag. Han var særligt optaget af den kunstneriske side af håndværket og tilkaldte flere arkitekter og tegnere til sin forretning, eksempelvis kunstner Johan Rohde. Hans arbejder var derfor ofte af kunstnerisk værdi og skabte stor opmærksomhed ved flere lejligheder, bl.a. ved verdensudstillingen i Paris i 1925, hvor han udstillede et møblement tegnet af arkitekt Aage Rafn. 
Meyers forretning var fra midten af 1890'erne beliggende i glasmosaikfabrikant August Duviers ejendom på Holmens Kanal 6-8, men flyttede i 1926 til større lokaler i Bredgade. Han opførte i 1909 Villa Søholt i Tårbæk, tegnet af arkitekt Carl Brummer. 
Meyer giftede sig i 1889 med sin kusine, Carla Meyer, som siden blev formand for Københavns Husmoderforening. En søn, Erik Meyer, overtog forretningen ved hans død, mens en datter giftede sig med læge Knud O. Møller. 